# Bernardo (famiglia)
I Bernardo furono una famiglia veneziana ascritta al locale patriziato.

Stemma Bernardo

## Storia
Come altre famiglie veneziane, le origini dei Bernardo sono assai antiche e si perdono nella leggenda. Si è detto che fossero da Roma o dal Trevigiano (Musestre) e che si dedicassero inizialmente alla vallicoltura. 
Arricchitasi successivamente, sarebbe stata coinvolta sin dai primi tempi nella vita pubblica lagunare, dando alcuni tribuni. Abitarono la Ca'Bernardo, e avrebbe costruito, inoltre, la chiesa di San Polo.

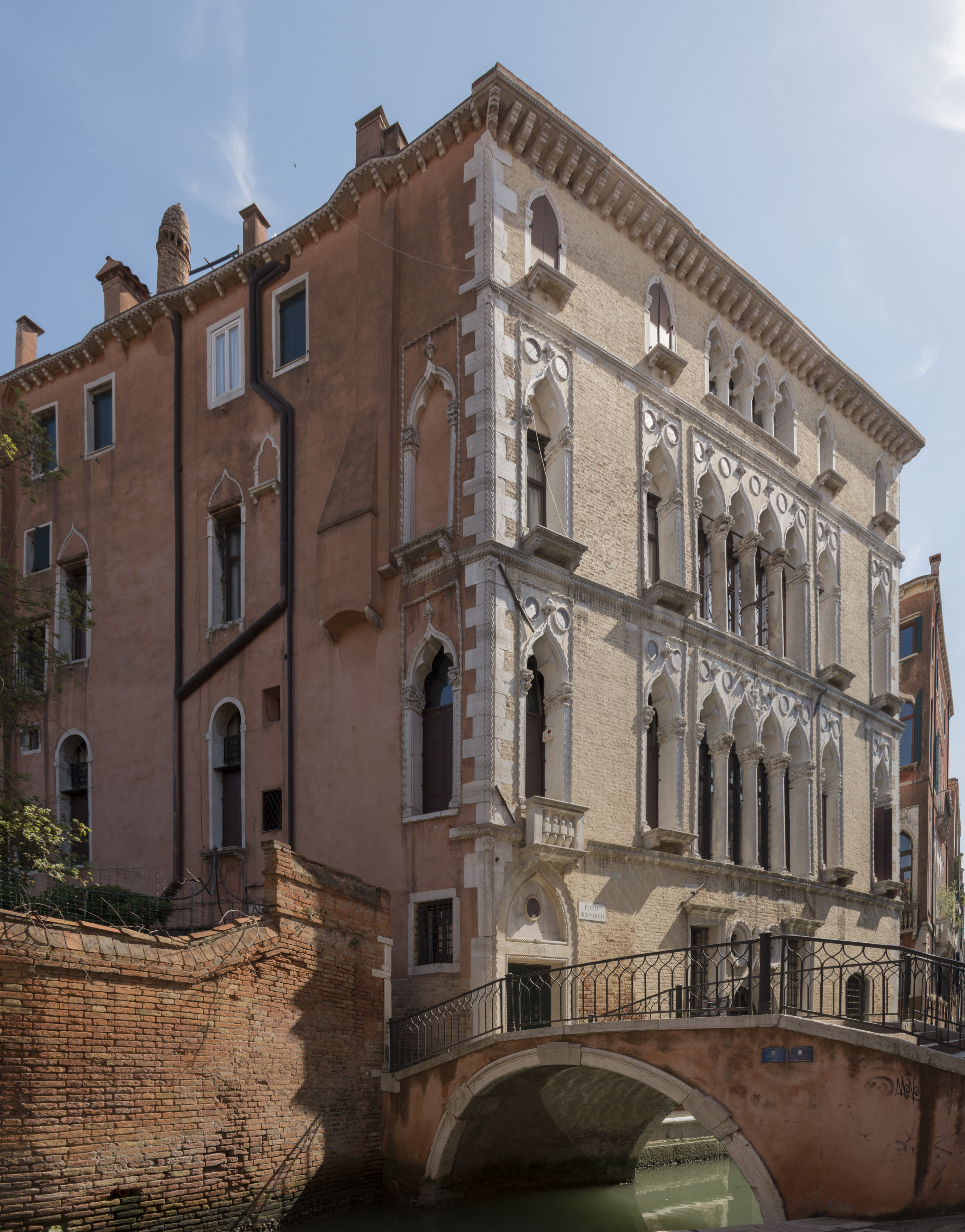
Ca' Bernardo a Venezia

In realtà i Bernardo compaiono nei documenti scritti a partire dal XII secolo. Rimasero nel Maggior Consiglio anche dopo la serrata del 1297.
Mantennero la loro nobiltà anche sotto l'Impero austriaco (Sovrana Risoluzione 11 novembre 1817) ma si estinsero nel 1868.

## Membri illustri
- Paolo de Bernardo (1331 ca. – 1393), notaio, diplomatico e umanista
- Francesco Bernardo (1517) - 1556), imprenditore e diplomatico veneziano
- Lorenzo Bernardo (1535 - 1592), ricoprì varie cariche istituzionali tra cui quella di senatore, di governatore di galeazza (durante la Battaglia di Lepanto), e di bailo a Costantinopoli (dal 1585 al 1587). Fu a Costantinopoli nuovamente nel 1591 per una missione straordinaria, a seguito della quale compose una delle più mature relazioni diplomatiche che siano state scritte da diplomatici veneziani sull'Impero Ottomano[6].